# Tournoi de clôture du championnat du Panama de football 2019
Navigation
Saison précédente Saison suivante
Le Tournoi Clausura 2019 est le vingt-quatrième tournoi saisonnier disputé au Panama.
C'est cependant la 43e fois que le titre de champion du Panama est remis en jeu.
Lors de ce tournoi, le Tauro FC va tenter de conserver son titre de champion du Panama face aux neuf meilleurs clubs panaméens.
Chacun des dix clubs participant sera confronté deux fois aux neuf autres équipes. Puis les six meilleurs s'affronteront lors d'une phase finale à la fin du tournoi.
Deux places sont qualificatives pour la Ligue de la CONCACAF 2019, attribuées à l'issue de ce championnat au vainqueur du tournoi Clausura et au meilleur finaliste des deux tournois au classement cumulé de la saison.

## Les 10 clubs participants
Ce tableau présente les dix équipes qualifiées pour disputer le championnat 2018-2019. On y trouve le nom des clubs, le nom des stades dans lesquels ils évoluent ainsi que la capacité et la localisation de ces derniers.
| Club                   | Stade                         | Capacité | Ville         |
| Alianza FC             | Camp Luis Ernesto Tapia (es)  | 900      | Panama City   |
| Deportivo Árabe Unido  | Stade Armando Dely Valdes     | 1 221    | Colón         |
| Costa del Este FC      | Stade Maracaná                | 5 500    | Panama City   |
| CAI La Chorrera        | Stade Maracaná                | 5 500    | La Chorrera   |
| CD Plaza Amador        | Stade Maracaná                | 5 500    | Panama City   |
| San Francisco FC       | Stade Agustín Muquita Sánchez | 3 000    | La Chorrera   |
| Santa Gema FC (en)     | Stade Agustín Muquita Sánchez | 3 000    | Arraiján      |
| Sporting San Miguelito | Camp Luis Ernesto Tapia (es)  | 900      | San Miguelito |
| Tauro FC               | Stade Rommel Fernandez        | 32 000   | Panama City   |
| CD Universitario       | Stade Maracaná                | 5 500    | Panama City   |

| \| Ciudad de Panamá : Alianza Costa del Este Plaza Amador Tauro Universitario Ciudad de Panamá Árabe Unido San Francisco La Chorrera San Miguelito Santa Gema \| Localisation des clubs. |
| Ciudad de Panamá : Alianza Costa del Este Plaza Amador Tauro Universitario Ciudad de Panamá Árabe Unido San Francisco La Chorrera San Miguelito Santa Gema                               |

## Compétition
Le tournoi Clausura se déroule de la même façon que le tournoi saisonnier précédent, en deux phases :
- La phase de qualification : les dix-huit journées de championnat.
- La phase finale : les matchs aller-retour allant des quarts de finale à la finale.

### Phase de qualification
Lors de la phase de qualification les dix équipes affrontent à deux reprises les neuf autres équipes selon un calendrier tiré aléatoirement.
Les deux meilleures équipes sont qualifiées pour les demi-finales tandis que les quatre équipes suivantes sont qualifiées pour les quarts de finale.
Le classement est établi sur le barème de points classique (victoire à 3 points, match nul à 1, défaite à 0).
Le départage final se fait selon les critères suivants :
- Le nombre de points.
- La différence de buts générale.
- Le nombre de buts marqué.

| Rang | Équipe                 | Pts | J  | G  | N | P  | Bp | Bc | Diff |
| ---- | ---------------------- | --- | -- | -- | - | -- | -- | -- | ---- |
| 1    | San Francisco FC       | 38  | 18 | 11 | 5 | 2  | 33 | 15 | +18  |
| 2    | Deportivo Árabe Unido  | 35  | 18 | 10 | 5 | 3  | 28 | 17 | +11  |
| 3    | CAI La Chorrera        | 34  | 18 | 10 | 4 | 4  | 30 | 18 | +12  |
| 4    | Tauro FC T             | 28  | 18 | 8  | 4 | 6  | 24 | 18 | +6   |
| 5    | Sporting San Miguelito | 28  | 18 | 8  | 4 | 6  | 21 | 15 | +6   |
| 6    | CD Universitario       | 25  | 18 | 7  | 4 | 7  | 22 | 22 | 0    |
| 7    | CD Plaza Amador        | 24  | 18 | 6  | 6 | 6  | 16 | 12 | +4   |
| 8    | Costa del Este FC P    | 23  | 18 | 6  | 5 | 7  | 20 | 18 | +2   |
| 9    | Alianza FC             | 14  | 18 | 4  | 2 | 12 | 14 | 30 | -16  |
| 10   | Santa Gema FC (en)     | 0   | 18 | 0  | 0 | 18 | 7  | 50 | -43  |

| Légende : Qualifications et relégations | Légende : Qualifications et relégations          |
| --------------------------------------- | ------------------------------------------------ |
|                                         | Qualifié pour les demi-finales                   |
|                                         | Qualifié pour les quarts de finale               |
|                                         | T Tenant du titre P Promu de la saison 2017-2018 |

| Résultats (▼dom., ►ext.)                                   | Ali | Ara | Cos | LaC | Pla | SanF | Sant | SanM | Tau | Uni |
| Alianza FC                                                 |     | 0-1 | 1-0 | 0-2 | 0-3 | 0-1  | 3-1  | 0-1  | 0-2 | 0-3 |
| Deportivo Árabe Unido                                      | 4-1 |     | 2-0 | 3-3 | 1-1 | 1-4  | 3-0  | 1-0  | 1-0 | 1-2 |
| Costa del Este FC                                          | 3-0 | 0-1 |     | 1-2 | 0-0 | 1-1  | 3-0  | 1-0  | 1-0 | 0-2 |
| CAI La Chorrera                                            | 2-0 | 0-2 | 0-0 |     | 2-1 | 2-2  | 2-0  | 2-1  | 4-3 | 0-0 |
| CD Plaza Amador                                            | 1-1 | 2-1 | 0-0 | 1-0 |     | 0-1  | 3-0  | 0-1  | 0-1 | 0-0 |
| San Francisco FC                                           | 2-2 | 1-1 | 3-0 | 0-1 | 2-1 |      | 3-0  | 2-1  | 2-0 | 0-0 |
| Santa Gema FC (en)                                         | 0-4 | 2-3 | 0-3 | 0-3 | 0-1 | 1-3  |      | 0-1  | 1-2 | 2-4 |
| Sporting San Miguelito                                     | 1-1 | 0-0 | 5-2 | 1-0 | 0-0 | 2-1  | 3-0  |      | 1-1 | 1-0 |
| Tauro FC                                                   | 0-1 | 0-0 | 1-1 | 2-1 | 2-1 | 1-3  | 3-0  | 2-1  |     | 4-0 |
| CD Universitario                                           | 3-0 | 1-2 | 0-4 | 1-4 | 0-1 | 1-2  | 3-0  | 2-1  | 0-0 |     |
| - Victoire à domicile - Match nul - Victoire à l'extérieur |     |     |     |     |     |      |      |      |     |     |

### Classement cumulatif
| Rang | Équipe                 | Pts | J  | G  | N  | P  | Bp | Bc | Diff |
| ---- | ---------------------- | --- | -- | -- | -- | -- | -- | -- | ---- |
| 1    | San Francisco FC       | 63  | 36 | 18 | 9  | 9  | 52 | 34 | +18  |
| 2    | Deportivo Árabe Unido  | 63  | 36 | 18 | 9  | 9  | 46 | 34 | +12  |
| 3    | Tauro FC C             | 55  | 36 | 15 | 10 | 11 | 57 | 38 | +19  |
| 4    | CAI La Chorrera C      | 54  | 36 | 14 | 12 | 10 | 50 | 40 | +10  |
| 5    | Costa del Este FC P    | 52  | 36 | 13 | 13 | 10 | 38 | 30 | +8   |
| 6    | CD Plaza Amador        | 49  | 36 | 12 | 13 | 11 | 31 | 26 | +5   |
| 7    | CD Universitario       | 46  | 36 | 12 | 10 | 14 | 40 | 45 | -5   |
| 8    | Sporting San Miguelito | 45  | 36 | 11 | 12 | 13 | 38 | 41 | -3   |
| 9    | Alianza FC             | 38  | 36 | 9  | 11 | 16 | 30 | 47 | -17  |
| 10   | Santa Gema FC (en)     | 22  | 36 | 5  | 7  | 24 | 27 | 74 | -47  |

| Légende : Qualifications et relégations | Légende : Qualifications et relégations                                        |
| --------------------------------------- | ------------------------------------------------------------------------------ |
|                                         | Ligue de la CONCACAF 2019                                                      |
|                                         | Relégué en Liga Nacional de Ascenso                                            |
|                                         | C Vainqueur d'un des deux tournois de la saison P Promu de la saison 2017-2018 |

### La phase finale
Les six équipes qualifiées sont réparties dans le tableau final d'après leur classement général, le deuxième affrontant lors des demi-finales le vainqueur du quart opposant le quatrième au cinquième et le premier affrontant le vainqueur du quart opposant le troisième au sixième.
En cas d'égalité sur la somme des deux matchs, les deux équipes sont dans un premier temps départagées par la règle des buts marqués à l'extérieur puis par leur classement général si cela est nécessaire, sauf lors de la finale où des prolongations puis une séance de tirs au but ont éventuellement lieu.

#### Tableau
|  |                        |                 |                 |               |               |   |     |            |            |            |                  |            |   |     |        |        |        |        |        |  |  |
|  | 1/4 de finale          | 1/4 de finale   | 1/4 de finale   | 1/4 de finale | 1/4 de finale |   |     | 1/2 finale | 1/2 finale | 1/2 finale | 1/2 finale       | 1/2 finale |   |     | Finale | Finale | Finale | Finale | Finale |  |  |
|  |                        |                 |                 |               |               |   |     |            |            |            |                  |            |   |     |        |        |        |        |        |  |  |
|  |                        |                 |                 |               |               |   |     |            |            |            |                  |            |   |     |        |        |        |        |        |  |  |
|  |                        |                 |                 |               |               |   |     |            |            |            |                  |            |   |     |        |        |        |        |        |  |  |
|  |                        |                 |                 |               |               |   |     |            |            |            |                  |            |   |     |        |        |        |        |        |  |  |
|  |                        |                 |                 |               |               |   |     |            |            |            |                  |            |   |     |        |        |        |        |        |  |  |
|  | San Francisco FC       | (1)             | 1               | 1             |               |   |     |            |            |            |                  |            |   |     |        |        |        |        |        |  |  |
|  | San Francisco FC       | (1)             | 1               | 1             |               |   |     |            |            |            |                  |            |   |     |        |        |        |        |        |  |  |
|  |                        |                 | Tauro FC        | (4)           | 1             | 0 |     |            |            |            |                  |            |   |     |        |        |        |        |        |  |  |
|  | Tauro FC               | (4)             | Tauro FC        | (4)           | 1             | 0 | 1   |            |            |            |                  |            |   |     |        |        |        |        |        |  |  |
|  | Tauro FC               | (4)             |                 |               |               |   |     |            |            |            |                  |            |   |     |        |        |        |        |        |  |  |
|  | Sporting San Miguelito | (5)             | 0               |               |               |   |     |            |            |            |                  |            |   |     |        |        |        |        |        |  |  |
|  | Sporting San Miguelito | (5)             | 0               |               |               |   |     |            |            |            | San Francisco FC | (1)        | 1 | (1) |        |        |        |        |        |  |  |
|  |                        |                 |                 |               |               |   |     |            |            |            | San Francisco FC | (1)        | 1 | (1) |        |        |        |        |        |  |  |
|  |                        | CAI La Chorrera | (3)             | 1             | (4)           |   |     |            |            |            |                  |            |   |     |        |        |        |        |        |  |  |
|  |                        |                 |                 |               |               |   |     |            |            |            |                  |            |   |     |        |        |        |        |        |  |  |
|  |                        |                 |                 |               |               |   |     |            |            |            |                  |            |   |     |        |        |        |        |        |  |  |
|  |                        |                 |                 |               |               |   |     |            |            |            |                  |            |   |     |        |        |        |        |        |  |  |
|  | Deportivo Árabe Unido  | (2)             | 1               | 2             | (4)           |   |     |            |            |            |                  |            |   |     |        |        |        |        |        |  |  |
|  | Deportivo Árabe Unido  | (2)             | 1               | 2             | (4)           |   |     |            |            |            |                  |            |   |     |        |        |        |        |        |  |  |
|  |                        |                 | CAI La Chorrera | (3)           | 2             | 1 | (5) |            |            |            |                  |            |   |     |        |        |        |        |        |  |  |
|  | CAI La Chorrera        | (3)             | CAI La Chorrera | (3)           | 2             | 1 | (5) | 2          |            |            |                  |            |   |     |        |        |        |        |        |  |  |
|  | CAI La Chorrera        | (3)             |                 |               |               |   |     | 2          |            |            |                  |            |   |     |        |        |        |        |        |  |  |
|  | CD Universitario       | (6)             | 1               |               |               |   |     |            |            |            |                  |            |   |     |        |        |        |        |        |  |  |
|  | CD Universitario       | (6)             | 1               |               |               |   |     |            |            |            |                  |            |   |     |        |        |        |        |        |  |  |

#### Quarts de finale
| Club            | Score | Club                   | Commentaire |
| CAI La Chorrera | 2-1   | CD Universitario       |             |
| Tauro FC        | 1-0   | Sporting San Miguelito |             |

#### Demi-finales
| Club                  | Aller | Retour | Club            | Commentaire       |
| San Francisco FC      | 1-1   | 1-0    | Tauro FC        |                   |
| Deportivo Árabe Unido | 1-2   | 2-1    | CAI La Chorrera | Tirs au but : 4-5 |

#### Finale
| 1er juin 2019 | San Francisco FC   | 1:1 a. p. | CAI La Chorrera    | Stade Rommel Fernández |                        |
|               | Guido Rouse 120+4e | (0:0)     | 117e Abdiel Ayarza | Arbitrage : John Pitti | Arbitrage : John Pitti |
|               | Tirs au but 1:4    |           |                    | Arbitrage : John Pitti | Arbitrage : John Pitti |

| Vainqueur du Tournoi Clausura 2019 Independiente La Chorrera 2e titre |

## Bilan du tournoi
| Tournoi de clôture du championnat de football du Panama 2019 |                            |
| Champion                                                     | CAI La Chorrera (2e titre) |
| Dauphin                                                      | San Francisco FC           |
| Qualifications continentales                                 |                            |
| Ligue de la CONCACAF 2019                                    | CAI La Chorrera            |
| Ligue de la CONCACAF 2019                                    | San Francisco FC           |
| Promotions et relégations                                    |                            |
| Promus en Liga Panameña de Fútbol                            | Atlético Chiriquí          |
| Relégués en Liga Nacional de Ascenso                         | Santa Gema FC (en)         |

## Statistiques

### Buteurs
| Rang | Nom             | Équipe           | Buts |
| 1    | Cristian Zuñiga | San Francisco FC | 10   |
| 1    | Enrico Small    | Tauro FC         | 10   |